# Революционная социалистическая партия (Португалия)
Революцио́нная социалисти́ческая па́ртия, РСП (порт. Partido Socialista Revolucionário, PSR) — леворадикальная политическая партия в Португалии, существовавшая в 1978—2005 годах, и бывшая португальской секцией Четвёртого интернационала. С 2005 года преобразована в Ассоциацию «Революционная социалистическая политика», вошедшую в Левый блок.

## История и деятельность
Партия была создана в 1978 году путём слияния двух троцкистских организаций, — Международной коммунистической лиги (Liga Comunista Internacionalista) и Рабочей революционной партии (Partido Revolucionário dos Trabalhadores), — первая из которых была официальной секцией Четвёртого интернационала, вторая — симпатизирующей организацией. В 1979 году РСП приняла участие в парламентских выборах, на которых набрала 0,6 % голосов, а на выборах 1980 года — 1,0 %. На выборах 1983 года партия участвовала в коалиции с Народным демократическим союзом, результатом чего стало 0,4 % избирателей.
В 1980-е годы в партии происходит несколько расколов. В это же время начинает активно участвовать в антимилитарских и антивоенных кампаниях. В 1987 году начинает издание еженедельной газеты «Combate» («Борьба»). На выборах 1991 года партия получает 1,12 %, что является лучшим парламентским результатом в её истории. Однако уже на выборах 1995 года поддержка избирателей снижается до 0,6 %.
В 1999 году РСП объединяется вместе с постмаоистским Народным демократическим союзом, Революционным фронтом левых и группой «Политика XXI» в Левый блок. Исторический лидер РСП Франсишку Лоуса был избран координатором Левого блока. В 2005 году проходит последний съезд РСП, на котором партия прекращает своё существование, как независимый политический субъект. Организация сохранила аббревиатуру PSR, но приняла название Ассоциация «Революционная социалистическая политика» (Associação Política Socialista Revolucionária). В 2013 году на её базе была создана более широкая левая ассоциация «Социализм», в качестве составляющей Левого блока показывающая значительные электоральные результаты.